# Ouvrage de la Plate-Lombarde
L'ouvrage de la Plate-Lombarde, appelé aussi ouvrage de Plate-Lombarde, est une fortification faisant partie de la ligne Maginot, située sur la commune de Saint-Paul-sur-Ubaye, dans le département des Alpes-de-Haute-Provence.
Il s'agit d'un petit ouvrage d'infanterie, composé de trois blocs de combat. Il avait pour but d'interdire le passage par le vallon de Fouillouse, qui permet de descendre des cols du Vallonet et de Stroppia (sur la frontière franco-italienne). Utilisé lors des combats de juin 1940, il est désormais inoccupé.

## Description
Ce petit ouvrage borde le sentier remontant le vallon de Fouillouze, à 2 182 mètres d'altitude (le fond de vallée est à 2 076 mètres). Toute la vallée est dominée par le Brec de Chambeyron, qui culmine à 3 389 mètres.

### Position sur la ligne
L'ouvrage forme à lui-seul la principale ligne de résistance, soutenu plus en aval par deux points d'appui au-dessus du hameau de Fouillouse et à Châtelet (construit à partir de la mobilisation d'août 1939).

### Blocs
L'ouvrage est composé de trois blocs de combat, d'un bloc d'entrée, d'un bloc cheminée et d'une sortie de secours. L'ensemble est entouré d'un réseau de fils de fer barbelés.
Le bloc 1 est l'entrée de l'ouvrage, située au nord-ouest, défendue par trois créneaux pour fusil-mitrailleur (FM). Ils tiraient la cartouche de 7,5 mm à balle lourde (modèle 1933 D de 12,35 g au lieu de 9 g pour la modèle 1929 C). Ces FM étaient des MAC modèle 1924/1929 D, dont la portée maximale est de 3 000 mètres, avec une portée pratique de l'ordre de 600 mètres. L'alimentation du FM se fait par chargeurs droits de 25 cartouches, avec un stock de 14 000 par cloche GFM, 7 000 par FM de casemate et 1 000 pour un FM de porte ou de défense intérieure. La cadence de tir maximale est de 500 coups par minute, mais elle est normalement de 200 à 140 coups par minute,.
Les blocs 2 et 3 sont à l'est de l'ouvrage, équipés chacun d'une cloche Pamart tirant vers l'amont. La cloche Pamart est un vieux cuirassement, construit en 1917 pour moderniser les forts de la place de Verdun, mais qui a été modifié pour accueillir l'équipement d'une cloche GFM, notamment un FM. Son usage ici permet de faire des économies (une autre fut installée sur l'avant-poste de Valabres Principal).
Le bloc 4 est un observatoire (indicatif O 14), composé d'une cloche d'observation STG par éléments allégée, avec ses trois créneaux type GFM A.

### Souterrains
L'ouvrage est équipé d'une cuisine à charbon, d'un casernement, d'une chaudière à charbon, d'un système de ventilation avec une salle des filtres (en cas d'attaque au gaz) et d'une usine électrique (pour assurer l'éclairage et la ventilation). Cette usine comprend deux groupes électrogènes, chacun composé d'un moteur Diesel CLM 108 de 25 ch et d'un alternateur.

## Histoire
Le premier projet pour cette vallée date de décembre 1930 : il s'agit d'une simple casemate pour un jumelage de mitrailleuses. Finalement, un petit ouvrage d'infanterie est construit entre 1931 et 1935 par la main-d'œuvre militaire (MOM) pour faire des économies : les travaux furent confiés à des détachements du 11e bataillon de chasseurs alpins et de tirailleurs marocains, encadrés par des hommes du 4e régiment du génie. En 1933, est décidé l'installation de deux cloches Pamart. En temps de paix, le logement de l'équipage (la garnison) se fait dans un casernement en surface, à côté du bloc 1.
Le 22 juin 1940, l'observatoire de l'ouvrage repère des détachements italiens ayant franchi le col de Stroppia, ce qui déclenche leur bombardement par la tourelle de 75 mm de l'ouvrage de Roche-la-Croix et par la batterie de 105 mm de Serenne, ce qui les fait se replier.
L'Armée abandonne l'ouvrage pendant la guerre froide ; l'ouvrage est déclassé en 1990. L'ouvrage est encore en bon état, entretenu par l'Association des Fortifications de l'Ubaye. Du casernement, il ne reste que le soubassement.